# Maharajganj
Maharajganj là một thành phố và là một khu vực quy hoạch (notified area) của quận Siwan thuộc bang Bihar, Ấn Độ.

## Địa lý
Maharajganj có vị trí 26°07′B 84°29′Đ / 26,12°B 84,48°Đ Nó có độ cao trung bình là 66 mét (216 feet).

## Nhân khẩu
Theo điều tra dân số năm 2001 của Ấn Độ, Maharajganj có dân số 20.878 người. Phái nam chiếm 50% tổng số dân và phái nữ chiếm 50%. Maharajganj có tỷ lệ 50% biết đọc biết viết, thấp hơn tỷ lệ trung bình toàn quốc là 59,5%: tỷ lệ cho phái nam là 61%, và tỷ lệ cho phái nữ là 40%. Tại Maharajganj, 19% dân số nhỏ hơn 6 tuổi.